# Calypogeia khasiana
Calypogeia khasiana är en bladmossart som beskrevs av Ajit P.Singh et V.Nath. Calypogeia khasiana ingår i släktet säckmossor, och familjen Calypogeiaceae. Inga underarter finns listade i Catalogue of Life.